# 間宮家的五胞胎事情
《間宮家的五胞胎事情》是CUFFS的旗下品牌CUBE在2016年2月26日發售的戀愛冒險類型成人遊戲。DMM.com於2016年3月25日發售DL版。

## 故事簡介
間宮良太的家裡在海邊經營咖啡廳「西摩亞」。某天良太被家人指派外出購物時，幫忙了四條院莉里香這名女孩找回手機，因為這件事情喜歡上良太的莉里香，以間宮家欠四條院家借款為由要把良太搶走。這時其他四名姐妹為了守護良太，向莉里香提出了把欠款還清就不用把良太交出去的條件。

## 登場角色

### 主要角色
間宮良太
作品男主角。五胞胎的長男，公立濱之崎學園二年級生。性格冷靜認真。沒有加入學校社團，經常一回家就在自家的店裡幫忙。
間宮八雲（聲：小鳥居夕花）
五胞胎的長女，良太的姐姐，公立濱之崎學園二年級生。成績優秀且運動萬能，尤其擅長游泳。由於高超的運動能力經常被其他社團拜託幫忙。
間宮萌莉（聲：櫻乃ひよ）
五胞胎的次女，良太的姐姐。公立濱之崎學園二年級生，跟良太同班。在學校是風紀委員會的成員，並因為取締嚴格而出名。在家裡的咖啡廳擔任經理。
間宮珠音（聲：月城真菜）
五胞胎的三女，良太的妹妹。公立濱之崎學園二年級生，跟良太同班。負責包辦間宮家的家事。在家裡的咖啡廳幫忙時會跟著雙親學習料理的技術。
間宮音琴
五胞胎的四女，良太的妹妹。公立濱之崎學園二年級生，跟良太同班。在學校加入占卜社，因為占卜很準在學校很有人氣，即便於家裡幫忙時也會為客人占卜。
四條院莉里香（聲：遙空）
名家四條院家的獨生女。由於被雙親溺愛的緣故而經常有任性的舉動。某天來濱之崎市觀光時受到良太的幫助並對他一見鍾情，因此向間宮家提出交出良太的要求。後來轉入濱之崎學園當良太的同班同學。

### 其他角色
間宮京花
可攻略角色。良太的堂姐，公立濱之崎學園的教師，負責教授英語，也是良太的班導師。對學生親切並且工作認真，在教師跟學生間都很受歡迎。
間宮小次郎（聲：秋月秀行）
五胞胎的父親，在自家的咖啡廳擔任廚師。喜歡獨自出去旅行。
間宮陽菜
五胞胎的母親，性格溫柔且經常帶著微笑。

## 主題曲
片頭曲「1/5」
作詞、主唱：Duca，作曲、編曲：
片尾曲
作詞、主唱：Duca，作曲、編曲：宮崎京一

## 評價
《間宮家的五胞胎事情》在Getchu.com的2016年2月銷量榜上排名第6名。於「萌系遊戲大賞」2016年2月的月間賞獲得第7名。

## 外部連結
- 間宮家的五胞胎事情遊戲官網 （页面存档备份，存于）（日語）